# Karl Fricke (Geodät)
Karl Fricke (* 21. Mai 1908 in Essen; † 1993) war ein deutscher Vermessungsingenieur, Berufsschullehrer, Autor und Herausgeber.

## Leben
Noch zur Zeit der Weimarer Republik qualifizierte sich Karl Fricke 1931 an der Staatsbauschule Frankfurt an der Oder zum Vermessungsingenieur. Nach Beschäftigungen in den Preußischen Hafenbauämtern in Kolberg und Stolpmünde fand er 1934 Anstellung beim Stadtvermessungsamt Hannover.
Im Zweiten Weltkrieg wurde er zur Wehrmacht einberufen und geriet in Kriegsgefangenschaft, aus der er jedoch schon in den ersten Monaten unter der britischen Militärregierung im August 1945 in das hannoversche Stadtvermessungsamt zurückkehren konnte. Doch vor allem das Zentrum der bald zur Landeshauptstadt des neu gegründeten Bundeslandes Niedersachsen erhobenen Großstadt war jedoch durch die Luftangriffe auf Hannover zum größten Teil nahezu flächendeckend zerstört und unter Ruinen begraben, so dass Fricke hier vor außergewöhnlichen Aufgaben stand. Ähnlich wie die in vielen Städten in Nord- und Westdeutschland in den Jahren zwischen 1860 und 1875 eingerichteten kommunalen Vermessungsstellen und deren in jahrzehntelanger Arbeit entwickelten Vermessungs- und Kartenunterlagen war auch in Hannover das Vermessungsamt im Krieg zerstört worden, war beinahe sämtliches Kartenmaterial vernichtet oder unbrauchbar geworden, so dass nahezu völlig neu begonnen werden musste.
Noch im selben Jahr 1945 initiierte Karl Fricke die dann etwa ein Viertel Jahrhundert andauernde „vollständige Erneuerung der städtischen Kartenwerke aller Maßstäbe in Hannover, [... die] über die Grenzen der Stadt Hannover hinausreichende Beachtung gefunden haben.“ In der Folge veröffentlichte Fricke sein mehrbändiges Werk Das städtische Kartenwesen in Hannover. Entwicklung und Stand von 1860 bis 1971, in der er neben einer Schilderung der verschiedensten Kartenmaterialien auch ausführlich auf die hannoverschen Stadtpläne und ihre Urheber aus der Zeit vor der Gründung des 1860 noch Königlich Hannoverschen und später demokratisch geleiteten Stadtvermessungsamts Hannover einging.
Bis zu seiner Pensionierung am 30. Mai 1973 leitete Fricke dann die Kartographische Abteilung des Stadtvermessungsamtes in der Funktion als „Technischer Verwaltungsrat“, eine Amtsbezeichnung, die eigens für den Vermessungsingenieur geschaffen worden war.
Neben seinen dienstlichen Aufgaben wirkte der Vermessungsingenieur zudem als Fachlehrer an der gewerblich orientierten Berufsschule, verfasste das im Schroedel Verlag in mehreren Auflagen erschienene Schulbuch Der Vermessungstechniker. Messen, Rechnen, Zeichnen.
Karl Fricke war Mitglied im Ortsverein Hannover der Deutschen Gesellschaft für Kartographie und nahm auch nach seiner Pensionierung Anteil „an Weiterentwicklungen und technischen Neuerungen“ im Stadtvermessungsamt Hannover. Er starb 1993 kurz nach Vollendung seines 85. Lebensjahres.

## Schriften (Auswahl)
- Paul Neddermeyer, Karl Fricke: Die städtischen Kartenwerke (= Der Aufbau der Stadt Hannover, Denkschrift 4), 12 Seiten mit 12 Karten, hrsg. von der Bauverwaltung der Hauptstadt Hannover, 1950
- Karl Fricke (Verfasser), Rudolf Hillebrecht (Geleitwort): Das städtische Kartenwesen in Hannover. Entwicklung und Stand von 1860 bis 1971, hrsg. vom Stadtvermessungsamt der Landeshauptstadt Hannover, Hannover: Hahnsche Buchhandlung und Verlag, 1973,
  - Bd. 1: Text (zugleich Hannoversche Geschichtsblätter, Neue Folge Bd. 27), ISBN 978-3-7752-5115-0 und ISBN 3-7752-5115-4
  - Bd. 2: Beilagen (zugleich Hannoversche Geschichtsblätter, Neue Folge Bd. 27), ISBN 978-3-7752-5116-7 und ISBN 3-7752-5116-2
- Karl Fricke, Joachim Richter, Kurt Schneider (Hrsg.): Der Vermessungstechniker. Messen, Rechnen, Zeichnen, 6., überarbeitete Auflage, Hannover, Dortmund, Darmstadt, Berlin: Schroedel Schulbuchverlag, 1977, ISBN 978-3-507-91620-3 und ISBN 3-507-91620-7